# Regierungsbezirk Wiesbaden

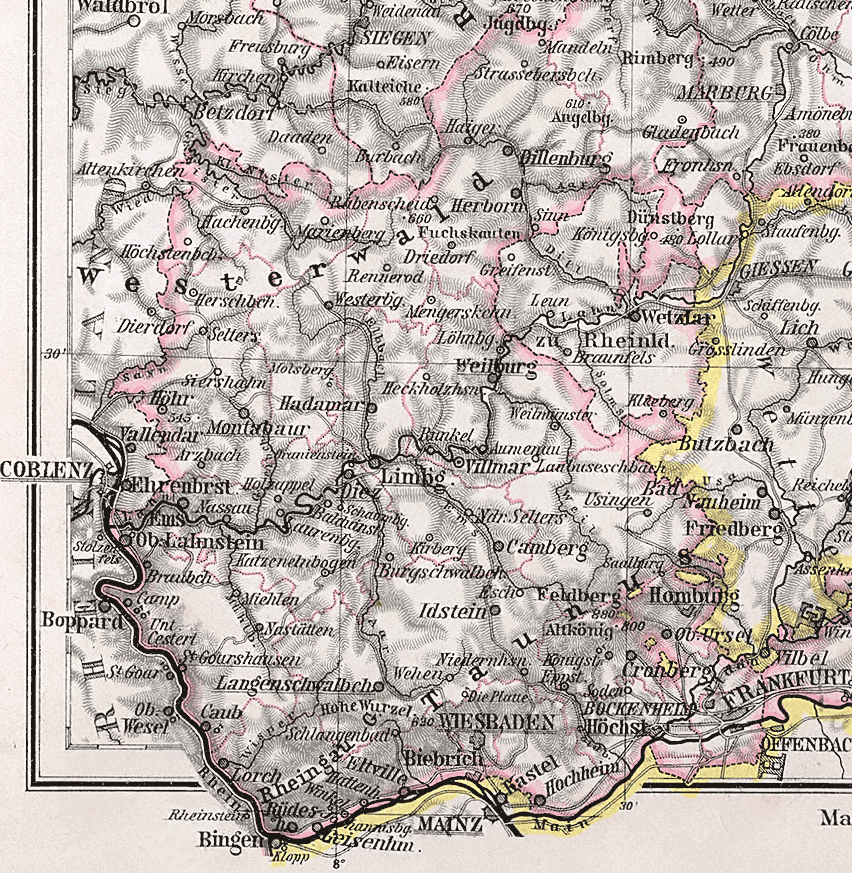
Der Regierungsbezirk Wiesbaden 1905

Der Regierungsbezirk Wiesbaden bestand von 1867 bis 1968. Seit seiner Errichtung bis 1945 war er ein Regierungsbezirk Preußens und anschließend (flächenbezogen leicht zugunsten von Rheinland-Pfalz reduziert) einer des Landes Hessen.

## Geschichte

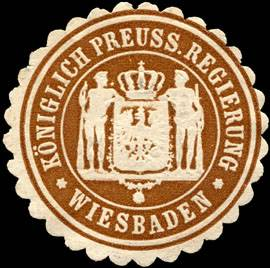
Siegelmarke Königlich Preussische Regierung - Wiesbaden

Der Regierungsbezirk Wiesbaden entstand durch eine preußische Verordnung vom 22. Februar 1867 aus dem ehemaligen Herzogtum Nassau, der Freien Stadt Frankfurt, dem Amt Homburg vor der Höhe, dem Kreis Biedenkopf, dem nordwestlichen Teil des Kreises Gießen (Bieber, Fellinghausen, Frankenbach, Haina, Hermannstein, Königsberg, Krumbach, Naunheim, Rodheim, Waldgirmes), dem Ortsbezirk Rödelheim und dem bisher großherzoglich-hessischen Teil von Niederursel nach dem Deutschen Krieg von 1866, als das Herzogtum Nassau von Preußen annektiert und zusammen mit den ebenfalls annektieren Kurfürstentum Hessen und der Freien Stadt Frankfurt sowie Teilen von Hessen-Darmstadt zur Provinz Hessen-Nassau vereinigt wurde. Unmittelbar nach dem Krieg war Robert von Patow ab dem 11. August 1866 Zivilgouverneur für Nassau und Frankfurt sowie für Oberhessen. Der erste Regierungspräsident Gustav von Diest trat sein Amt am 2. März 1867 an. Zuvor war er seit 1858 Landrat des bereits preußischen Kreises Wetzlar und seit dem 31. Juli 1866 Zivilkommissar in Nassau gewesen. Die Verwaltung des Regierungsbezirks nahm am 1. Oktober 1867 im vollen Umfang ihre Arbeit auf.
Der Regierungsbezirk behielt zunächst die alte Aufteilung der nassauischen Ämter sowie die dort beschäftigten Kommunalbeamten bei. Gleichzeitig wurden folgende Kreise als übergeordnete Verwaltungsebene geschaffen, die jeweils einige Amtsbezirke zusammenfassten sowie die Gebiete von Hessen-Homburg, Hessen-Darmstadt und Frankfurt einbezogen und nur die Stadt Wiesbaden aussparten:
- Kreis Biedenkopf
- Stadtkreis Frankfurt am Main
- Dillkreis
- Mainkreis
- Rheingaukreis
- Oberlahnkreis
- Obertaunuskreis
- Oberwesterwaldkreis
- Untertaunuskreis
- Unterlahnkreis
- Unterwesterwaldkreis

Im Jahr 1886 wurden mit der neuen Kreisordnung der Provinz Hessen-Nassau die Ämter als Verwaltungsebene aufgelöst. Zugleich wurden die vorhandenen Kreise verkleinert und neue Kreise geschaffen. Die Bezirksverwaltung selbst bestand zu etwas mehr als der Hälfte aus Beamten aus altpreußischen Gebieten. Der Beamtenstab des Regierungspräsidenten übernahm in Wiesbaden das nassauische Ministerialgebäude in der Luisenstraße 13. Nach der Jahrhundertwende waren einzelne Abteilungen in einem Behördenhaus in der Rheinstraße untergebracht.
Gustav von Diest wurde bereits 1869 nach Danzig versetzt, da er sich als Konservativer heftige Auseinandersetzungen mit dem Liberalen Karl Braun geliefert hatte. Otto von Bismarck wollte sich Braun, der einer der Führer der nationalliberalen Reichstagsfraktion war, gewogen halten und betrieb deshalb Diests Versetzung. Auch sein Nachfolger, der mit 37 Jahren recht junge Botho zu Eulenburg, blieb nur kurz im Regierungsbezirk und übernahm 1872 als Präsident die Stelle des Verwaltungschefs des gerade erst an Deutschland gefallenen Bezirks Lothringen. Sein Nachfolger Lothar von Wurmb sollte mit 18 Jahren die längste Amtszeit eines Wiesbadener Regierungspräsidenten als ruhiger, unauffälliger Verwaltungsbeamter absolvieren und 1890 im Dienst sterben.
Viktor von Tepper-Laski, von 1890 bis 1897 Regierungspräsident, fiel unter anderem dadurch auf, dass er die Landtagswahl im Landkreis Biedenkopf beeinflusste und dadurch das dortige Mandat gewann. Als er sich im Jahr 1897 darüber beschwerte, dass die Kriegervereine bei einer Kaiserparade in Bad Homburg schlechte Plätze zugeteilt bekamen, ließ Wilhelm II. ihn nach Pommern strafversetzen. Seine beiden Nachfolger nutzten die Regierungspräsidentenstelle lediglich als Durchgangsstation für höhere Verwaltungsämter. Mit dem Frankfurter Karl Wilhelm von Meister, der ein persönlicher Vertrauter Wilhelms II. war, übernahm 1905 erstmals jemand dieses Amt, der nicht aus dem alten preußischen Kernland stammte. Meister legte sein Amt 1919 wegen des so genannten Dortenputsches nieder.
In den Jahren nach dem Ersten Weltkrieg wurde die Verwaltungsarbeit durch die Alliierte Rheinlandbesetzung stark behindert. Die nordwestlichen Teile des Regierungsbezirks lagen in der Besatzungszone des Brückenkopfs Koblenz, die südwestlichen einschließlich der Stadt Wiesbaden im Brückenkopf Mainz. Ein weiteres Problem waren die von den Franzosen unterstützten separatistischer Bestrebungen zur Schaffung einer vom Deutschen Reich unabhängigen Rheinischen Republik. Der preußische Teil des Brückenkopfs Mainz avancierte 1919 zu einem Zentrum dieser Bestrebungen, deren Protagonist Hans Adam Dorten war. Dieser rief am 1. Juni 1919 in Wiesbaden die Rheinische Republik aus. Dem folgte am 2. Juni 1919 ein Generalstreik zur Abwehr der separatistischen Bestrebungen und am 4. Juni 1919 ein gescheiterter Versuch der Separatisten, das Regierungspräsidium unter ihre Kontrolle zu bringen. Die Franzosen versagten aufgrund des starken Widerstandes aus der Bevölkerung ihre weitere Unterstützung, und ebenfalls am 4. Juni musste General Charles Mangin, einer der Hauptunterstützer der separatistischen Bestrebungen, auf Druck der Briten und US-Amerikaner „seine Unterstützung für Dorten aufgeben und gegenüber einer angloamerikanischen Kommission, die am selben Tag in Mainz einen Putschversuch in der Pfalz untersuchte, seine Neutralität erklären“.
In der Folge der Ruhrbesetzung kam es zu einer massiven Wiederbelebung der separatistischen Bewegungen im besetzten Teil des Regierungsbezirks und in der Stadt Wiesbaden (siehe: Die separatistischen Bestrebungen im Brückenkopf Mainz 1923/24), die abermals am starken Widerstand der Bevölkerung scheiterten. Erneut sahen sich die Franzosen gezwungen, den Separatisten ihre Unterstützung zu entziehen. Unter Fritz Ehrler begann danach eine neue Ära in der Verwaltungsarbeit, vor allem mit der Neugliederung der Landkreise und kreisfreien Städte in den Jahren 1926 bis 1928. Am 1. August 1932 wurde der bisher zum Regierungsbezirk Koblenz gehörende Landkreis Wetzlar eingegliedert.
Am 1. Juli 1944 wurden die Landkreise Gelnhausen, Hanau und Schlüchtern vom Regierungsbezirk Kassel dem Regierungsbezirk Wiesbaden zugeordnet, um die geplante Gliederung des Reiches in „Gaue“ vorzubereiten, die wegen des rasch voranschreitenden Krieges aber nie umgesetzt wurde. Bis zur Gebietsreform in Hessen 1974 blieben diese Strukturen unverändert und sind heute noch weitgehend erhalten.
Nach Ende des Zweiten Weltkriegs wurde der westliche Teil des Regierungsbezirks Wiesbaden mit den vier Landkreisen Oberwesterwaldkreis, Sankt Goarshausen, Unterlahnkreis und Unterwesterwaldkreis unter französische Besatzung gestellt. Sie wurden 1946 als Regierungsbezirk Montabaur Bestandteil des neugegründeten Landes Rheinland-Pfalz. Der Hauptteil des Regierungsbezirks Wiesbaden kam jedoch unter amerikanische Verwaltung und wurde somit Bestandteil des stark vergrößerten Landes Hessen. Er umfasste die Stadtkreise Frankfurt am Main, Hanau und Wiesbaden sowie die Landkreise Biedenkopf, Dillkreis, Gelnhausen, Hanau, Limburg, Main-Taunus-Kreis, Oberlahnkreis, Obertaunuskreis, Rheingaukreis, Schlüchtern, Untertaunuskreis, Usingen und Wetzlar.
Die amerikanische Besatzungsverwaltung griff wieder auf die alten Regierungsbezirke zurück und setzte am 1. Mai 1945 Hans Bredow als Regierungspräsidenten ein. Bis am 15. Oktober die großhessische Landesregierung in Wiesbaden ihre Arbeit aufnahm, war das Regierungspräsidium die oberste deutsche Behörde unter der Besatzungsverwaltung und für nahezu sämtliche zivilen Aufgaben verantwortlich. Das alte Gebäude des Regierungspräsidiums war bis 1953 Sitz des Kommandos der amerikanischen Luftwaffe in Europa, so dass die Präsidialverwaltung zunächst in drei ehemaligen Hotels in der Taunusstraße untergebracht wurde. Nach und nach dehnte sie sich auf bis zu vierzehn über die Wiesbadener Innenstadt verstreute Amtssitze aus. Am 1. Juli 1964 begann der Bau eines neuen Behördengebäudes für die Verwaltung des Regierungspräsidiums gegenüber dem Wiesbadener Hauptbahnhof, in dem heute das Hessische Ministerium des Innern und für Sport residiert.
Am 6. Mai 1968 wurde der Regierungsbezirk Wiesbaden aufgelöst und sein Gebiet dem Regierungsbezirk Darmstadt zugeordnet.
Bei der Kreisreform, die in Hessen im Wesentlichen zwischen 1972 und 1977 vollzogen wurde (in Mittelhessen teils sogar bis 1979), wurden die Landkreise zu größeren Verwaltungseinheiten zusammengeschlossen sowie die kreisfreie Stadt Hanau in den Main-Kinzig-Kreis integriert.
Seit dem Abschluss der Kreisreform in Hessen im Jahr 1979 bzw. nach Bildung des neuen Regierungsbezirks Gießen im Jahr 1981 erstreckt sich das Gebiet des ehemaligen Regierungsbezirks Wiesbaden nunmehr auf die beiden Regierungsbezirke Darmstadt und Gießen.

## Regierungspräsidenten
- 1867–1869 Gustav von Diest
- 1869–1872 Botho zu Eulenburg
- 1872–1890 Lothar von Wurmb
- 1890–1897 Viktor von Tepper-Laski
- 1898–1902 Richard von Wentzel
- 1902–1905 Wilhelm Hengstenberg
- 1905–1919 Karl Wilhelm von Meister
- 1919–1922 Wilhelm Momm
- 1923–1925 Konrad Haenisch (SPD)
- 1925–1933 Fritz Ehrler (SPD)
- 1933–1936 Werner Zschintzsch (NSDAP)
- 1936–1943 Fritz Pfeffer von Salomon (NSDAP)
- 1943–1945 Otto Schwebel (NSDAP)
- 1945 (1. Mai – 3. August) Hans Bredow
- 1945–1948 Martin Nischalke
- 1948–1956 Heinrich Noelle
- 1959–1963 Walter Schubert
- 1963–1968 Karl Wittrock

## Bezirksverband Wiesbaden
Der Bezirksverband Wiesbaden, auch Bezirksverband Nassau, entstand durch die Verwaltungsreform 1885/1886 als höherer Kommunalverband. Er fasste die Kreise des Regierungsbezirks zu einer Selbstverwaltungskörperschaft zusammen, welche die Aufgaben erfüllte, die sonst ein Provinzialverband übernahm. Vertretungsorgan war der Kommunallandtag Wiesbaden, der ab 1868 bestand. Der Bezirksverband war für Wirtschafts- und Sozialpolitik, für Kulturförderung und Verkehrsplanung verantwortlich. Im Jahr 1953 gingen seine Aufgaben und Einrichtungen an den neuen Landeswohlfahrtsverband Hessen über.

### Landesdirektor und Landeshauptleute

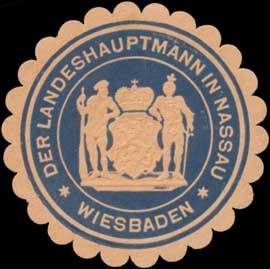
Siegelmarke des Landeshauptmanns in Nassau

Landesdirektor:
- 1873–1881: Christian Wirth

Landeshauptmann:
- 1881–1905: Otto Sartorius
- 1905–1920: August Krekel
- 1920–1926: Wilhelm Woell
- 1926–1933: Wilhelm Lutsch
- 1933–1944: Wilhelm Traupel
- 1945:–9999 Ernst Ludwig Leyser
- 1946–1953: Otto Witte

## Institutionen auf Regierungsbezirksebene
Bereits fünf Jahre nach der Entstehung des Regierungsbezirks Wiesbaden gründete sich am 27. Juli 1872 der Feuerwehr-Verband für den Regierungsbezirk Wiesbaden (nach dem Ersten Weltkrieg in Nassauischer Feuerwehrverband umbenannt) im Römersaal in Wiesbaden. In dieser Gründungsversammlung wurde Branddirektor Karl-Hermann Scheurer aus Wiesbaden als Vorsitzender gewählt. Aus dem Protokoll geht hervor, dass auch Kaiser Wilhelm I. anwesend war.

## Überlieferung
Quellen zur Geschichte des preußischen Regierungsbezirks Wiesbaden finden sich im Hessischen Hauptstaatsarchiv in Wiesbaden.